# Pikku Pelsijärvi
Pikku Pelsijärvi eller Tikasjärvi (?) är en sjö i Finland. Den ligger i kommunen Enontekis i landskapet Lappland, i den norra delen av landet, 900 km norr om huvudstaden Helsingfors. Pikku Pelsijärvi ligger 371,5 meter över havet. Arean är 12,5 hektar och strandlinjen är 1,72 kilometer lång. Sjön  ingår i Kemi älvs huvudavrinningsområde.   Omgivningarna runt Pikku Pelsijärvi är i huvudsak ett öppet busklandskap.